# تيم باركر (رجل أعمال)
تيم باركر (بالإنجليزية: Tim Parker)‏ هو شخصية أعمال بريطاني، ولد في 19 يونيو 1955 في ألدرشوت في المملكة المتحدة.